# Jo Jo Adams
Jo Jo Adams, parfois surnommé Dr. Jo Jo Adams (1918-1988), est un chanteur de rhythm and blues américain, né en Alabama, et décédé à Chicago.

## Carrière
Jo Jo Adams commence sa carrière dans des ensembles de Gospel. Au début des années 1940, il se produit dans les salles du South  Side de Chicago.
Il enregistre un 78 tours en 1946, sur le label Melody Lane, le futur Hy-Tone Records. Son style est le jump blues. Il enregistre ensuite avec l’orchestre du saxophoniste Tom Archia, un des piliers du label Aristocrat à la fin des années 1940. Il chante dans le film musical « Burlesque in Harlem » en 1949.
Dans la décennie suivante, il continue à se produire dans des revues, parfois aux côtés de Joe Williams ou Willie Mabon, avant de se retirer de la vie musicale.

## Albums
- The Chronological Jo-Jo Adams, 1946-1953 (Classics rhythm and blues series)